# نسيم حجازي
شريف حسين (الأردية : شریف حسین )، الذي استخدم الاسم المستعار نسيم حجازي (الأردية : نسیم حجازی) (19 أيار 1914 - 2 آذار 1996)، كان روائيًا أرديًا معروفًا.

## الحياة والمهنة
وُلِد حسين في عائلة أريَانية [الإنجليزية] في قرية سوجانبور، بالقرب من بلدة داريوال، في منطقة جورداسبور في البنجاب، في الهند قبل التقسيم. هاجر إلى باكستان بعد التقسيم في عام 1947. اختار التاريخ الإسلامي مصدر إلهام لرواياته.
ومن بين الكتاب البارزين في عصره، كان ابن الصافي ، وسعادة حسن منتو [الإنجليزية]، وشفيق الرحمن [الإنجليزية] من معاصريه المشهورين. عاش معظم حياته في باكستان وتوفي في 2 آذار 1996.
توفي نسيم حجازي في 2 آذار 1996 عن عمر يناهز 81 عامًا في راولبندي، باكستان.

## أعمال مرتبطة
- شاهين [الإنجليزية][9][10]

## الجوائز والتقدير
- جائزة فخر الأداء من رئيس باكستان في عام 1992.[11]